# Evelyn Mathieu
 Evelyn Mathieu (* 14. Oktober 1965) ist eine ehemalige Leichtathletin aus Puerto Rico, die auf den Sprint spezialisiert war. Ihre Schwester Marie war ebenfalls als Leichtathletin aktiv.
Bei den Olympischen Sommerspielen 1984 schaffte sie in der 4-mal-400-Meter-Staffel zusammen mit ihrer Schwester und den anderen Läuferinnen ihres Teams mit einer Zeit von 3:37,39 min die Qualifikation für den Endlauf. Weil sich die eigentlich für die Staffel gemeldete Madeline de Jesús beim Weitsprung verletzt hatte und nicht mehr fit fühlte, war stattdessen deren nicht für den olympischen Wettbewerb gemeldete Zwillingsschwester Margaret unter ihrem Namen angetreten. Dieser unzulässige Tausch wurde zunächst nicht bemerkt. Als der Cheftrainer Puerto Ricos von dem Betrugsversuch erfuhr, nahm er das gesamte Laufteam aus dem Wettbewerb, das somit nicht im Finale antrat. Mathieu wurde ebenso wie ihre Staffel-Kameradinnen Angelita Lind und Marie Mathieu für ein Jahr gesperrt.